# IC 4405
IC 4405 је спирална галаксија у сазвјежђу Волар која се налази на листи објеката дубоког неба у Индекс каталогу.
Деклинација објекта је + 26° 17' 54" а ректасцензија 14h 19m 16,4s. Привидна величина (магнитуда) објекта IC 4405 износи 14,0 а фотографска магнитуда 14,8. IC 4405 је још познат и под ознакама MCG 5-34-19, CGCG 163-28, KCPG 423A, PGC 51167.